# می سونسون
می سونسون (انگلیسی: May Swenson؛ ۲۸ مه ۱۹۱۳ – ۴ دسامبر ۱۹۸۹) شاعر، نمایشنامه‌نویس، نویسنده، و مؤلف اهل ایالات متحده آمریکا بود.
وی همچنین برندهٔ جوایزی همچون کمک‌هزینه گوگنهایم شده‌است.